# Mike Hairston
Mike Hairston (* 16. März 1977 in Bad Hersfeld) ist ein ehemaliger 1,94 m großer deutscher Handballspieler. Er wurde meist nur im Angriff, und zwar im rechten Rückraum, eingesetzt.
Der Sohn eines ehemaligen amerikanischen Soldaten und einer deutschen Mutter begann in seiner Heimatstadt Bad Hersfeld mit dem Handballspiel. Über die SG Hessen Hersfeld kam er zur MT Melsungen, wo er in der 2. Handball-Bundesliga debütierte. 1999 erhielt Hairston gleichzeitig ein Doppelspielrecht für den Erstligisten TBV Lemgo; jedoch war er hinter Daniel Stephan und Marc Baumgartner der dritte Mann auf der halblinken Königsposition, sodass er sich im Februar 2001 an den Zweitligisten VfL Pfullingen ausleihen ließ. Mit den Schwaben stieg er zwar in die erste Liga auf, zog jedoch im Sommer weiter zum Zweitligisten Eintracht Hildesheim. Dort schaffte er 2006 erneut den Aufstieg in die höchste deutsche Spielklasse, spielte danach aber wegen einer schweren Knieverletzung kaum noch, sodass er sich Anfang 2007 für vier Monate an den Regionalligisten SV Alfeld ausleihen ließ, der allerdings in die Oberliga absteigen musste. Im Sommer kehrte er zur Eintracht Hildesheim, die inzwischen wieder in die zweite Liga abgestiegen war, zurück, wo er wieder mehr Spielanteile bekam. 
Im Sommer 2008 beendete Hairston seine Profilaufbahn, um sich mehr auf seinen Beruf als Fitnesstrainer zu konzentrieren; nebenbei ließ er beim HF Springe seine Karriere ausklingen, mit dem er 2009 in die Regionalliga aufstieg. 2010 wechselte er zur HSG Badenstedt. Nachdem Hairston in der Saison 2011/2012 für den Lehrter SV aufgelaufen war, beendete er zunächst seine Karriere.
Ab Juli 2015 trainierte Hairston bei der SG Letter 05 mit und spielte dort einige Punktspiele in der Regionsoberliga. Aktuell trainiert er die Damen und die männliche A-Jugend der HSG Hannover-West.
Im Mai 2011 gründete er eine Sportagentur, die Sportler in allen Bereichen professionell berät. Am 12. Januar 2015 war er Kandidat bei der RTL-Sendung Wer wird Millionär? und gewann 16.000 Euro.